# マルマンオープン
マルマンオープンは、マルマン（現・マジェスティ ゴルフ）主催、日本プロゴルフ協会公認で1980年から1994年まで開催されていたゴルフトーナメントである。

## 歴代優勝者
- 1994 デビッド・イシイ
- 1993 フランキー・ミノザ
- 1992 トッド・ハミルトン
- 1991 西川哲
- 1990 尾崎将司
- 1989 鈴木弘一
- 1988 尾崎将司
- 1987 倉本昌弘
- 1986 尾崎将司
- 1985 ブライアン・ジョーンズ
- 1983 宮本省三
- 1982 新井規矩雄
- 1981 藤木三郎
- 1980 矢部昭